# Museo de Matemáticas de Cataluña
El Museo de Matemáticas de Cataluña (nombre original en catalán: Museu de Matemàtiques de Catalunya; abreviado como MMACA), es una institución pedagógica inaugurada en el año 2014. El museo está situado a unos 10 km al suroeste del centro de Barcelona, en el municipio de Cornellá de Llobregat, en la provincia de Barcelona, dentro de la comunidad autónoma de Cataluña (España).

## Historia
El Museo de Matemáticas de Cataluña se fundó en 2014 como un lugar para acoger exposiciones y actividades en las que se abordan las matemáticas desde un punto de vista práctico y lúdico.
De 2014 a 2023 estuvo alojado en el Museo Palacio Mercader de Cornellà, y en febrero de 2023, toda la exposición se trasladó a Can Bagaria.

## Objetos expuestos

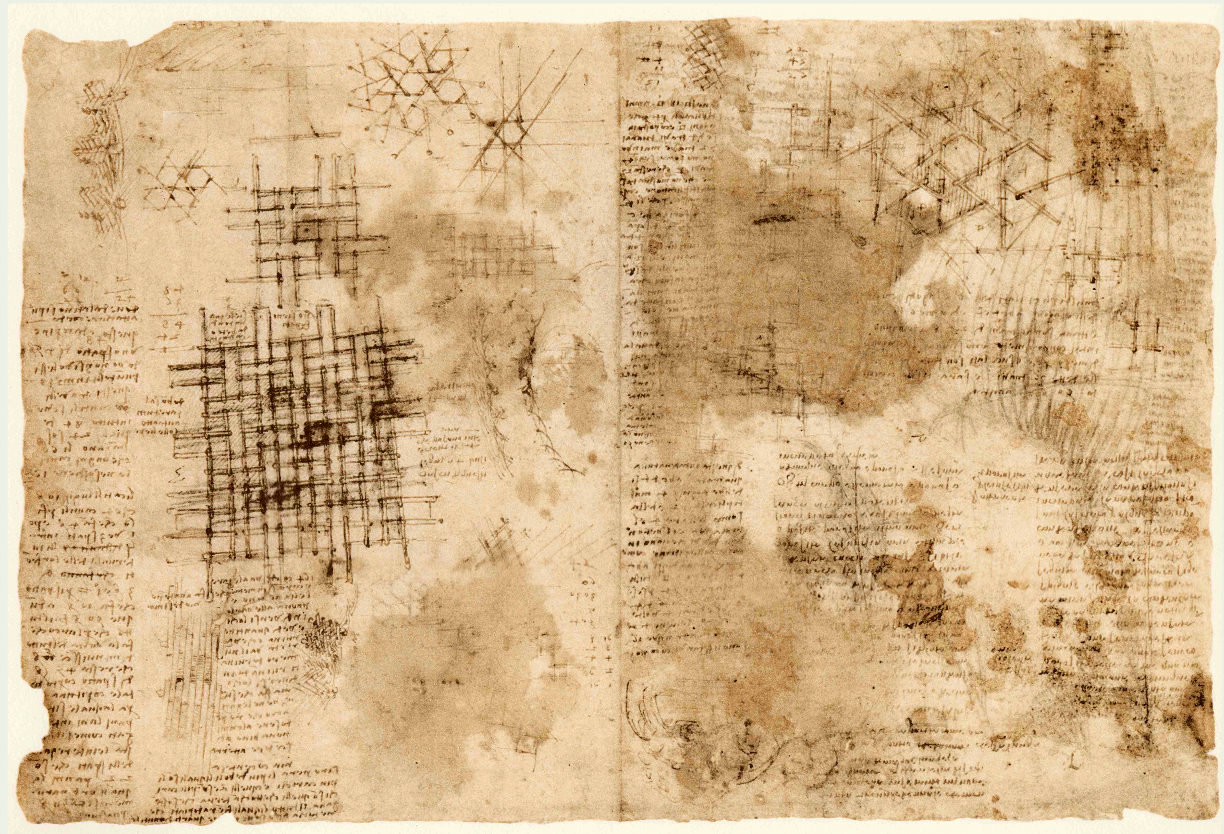
Exposición: El Codex Atlanticus de Leonardo da Vinci representa una estructura de vigas interconectadas. Esta disposición matemática permite cubrir una gran luz con elementos portantes mucho más pequeños

La exposición del MMACA se compone de más de 100 módulos en continua renovación. En ellos se tocan múltiples temas, como la geometría plana y 
la geometría del espacio, los juegos, los rompecabezas, la estadística, la probabilidad, las matemáticas y el arte, la teoría de números, la historia de las matemáticas, las ilusiones ópticas y los fractales.
Las distintas salas de la exposición de Cornellà llevan el nombre de matemáticos, divulgadores y educadores. Algunos ejemplos son Eratóstenes, Pedro Puig Adam, Emma Castelnuovo, Martin Gardner, George Pólya, Luis Santaló y Maria Montessori. El lema lúdico del MMACA es «Prohibido no tocar», lo que indica que se anima a los visitantes a jugar y a experimentar con todo lo que se expone..